# Кузра (посёлок)
Кузра (вепс. Kuzra) — посёлок в Винницком сельском поселении Подпорожского района Ленинградской области.

## История
«пустошь Пачетовская на усть-Кузры» упоминается в писцовой книге Обонежской пятины 1582 года в Ильинской Винницкой волости.

КУЗРА ПОТАШОВСКАЯ (КУЗРА ПО ЧУР-РЕКЕ) — деревня при реке Ояти, число дворов — 6, число жителей: 24 м. п., 22 ж. п. (1873 год)

Деревня административно относилась к Винницкой волости 2-го стана Лодейнопольского уезда Олонецкой губернии.

КУЗРА-ПОЧАТОВСКАЯ — деревня Винницкого сельского общества при реке Ояти, население крестьянское: домов — 12, семей — 10, мужчин — 37, женщин — 37, всего — 74; лошадей — 18, коров — 33, прочего — 29. Школа. (1905 год)

С 1917 по 1922 год деревня Кузра Початовская входила в состав Винницкого сельсовета Винницкой волости Лодейнопольского уезда Олонецкой губернии.
С 1922 года в составе Ленинградской губернии.
С 1926 года в составе Кузринского сельсовета.
С 1927 года в составе Винницкого района.
С 1928 года в составе Винницкого сельсовета.
Согласно карте Ленинградской области Северо-западного аэрогеодезического треста ГГУ издания 1932 года деревня называлась Кузра Початовская насчитывала 10 крестьянских дворов. В деревне находилась мукомольная водяная мельница.
По данным 1933 года деревня Кузра входила в состав Винницкого вепсского национального сельсовета Винницкого национального вепсского района.

Деревня Кузра Початовская на карте РККА 1940 года

С 1950 года в составе Ярославского сельсовета.
В 1958 году население деревни составляло 200 человек.
С 1963 года в составе Лодейнопольского района.
С 1965 года в составе Подпорожского района.
По данным 1966 года в состав Юксовского сельсовета входил посёлок Кузра.
В 1971 году деревня Початовская и посёлок Кузра были объединены в один населённый пункт — посёлок Кузра.
По данным 1973 и 1990 годов посёлок Кузра входил в состав Ярославского сельсовета.
В 1997 году в посёлке Кузра Ярославской волости проживали 147 человек, в 2002 году — 95 человек (русские — 72 %, вепсы — 27 %).
В 2007 году в посёлке Кузра Винницкого СП проживали 104 человека.

## География
Посёлок расположен в юго-западной части района на автодороге 41К-016 (Станция Оять — Плотично).
Расстояние до административного центра поселения — 14 км.
Расстояние до ближайшей железнодорожной станции Подпорожье — 86 км.
Посёлок находится на правом берегу реки Оять в месте впадения в неё реки Кузра.

## Демография
| 1873 | 1905 | 1958 | 1997 | 2007 | 2010 | 2017 |
| ---- | ---- | ---- | ---- | ---- | ---- | ---- |
| 46   | ↗74  | ↗200 | ↘147 | ↘104 | ↘94  | ↘91  |

### Национальный состав
Согласно данным Всероссийской переписи населения 2021 года в посёлке проживали 38 человек, из них:
 русские — 33, вепсы — 2 человека, остальные национальность не указали.

## Улицы
Весёлая, Речная, Центральная.